# Palnik Langmuira
Palnik Langmuira - jest to palnik wodorowy używany do spawania metali trudnotopliwych.
Wykorzystuje się z w nim zjawisko rekombinacji wodoru atomowego, który przechodząc w wodór cząsteczkowy wydziela sporą porcję energii.